# Tivo

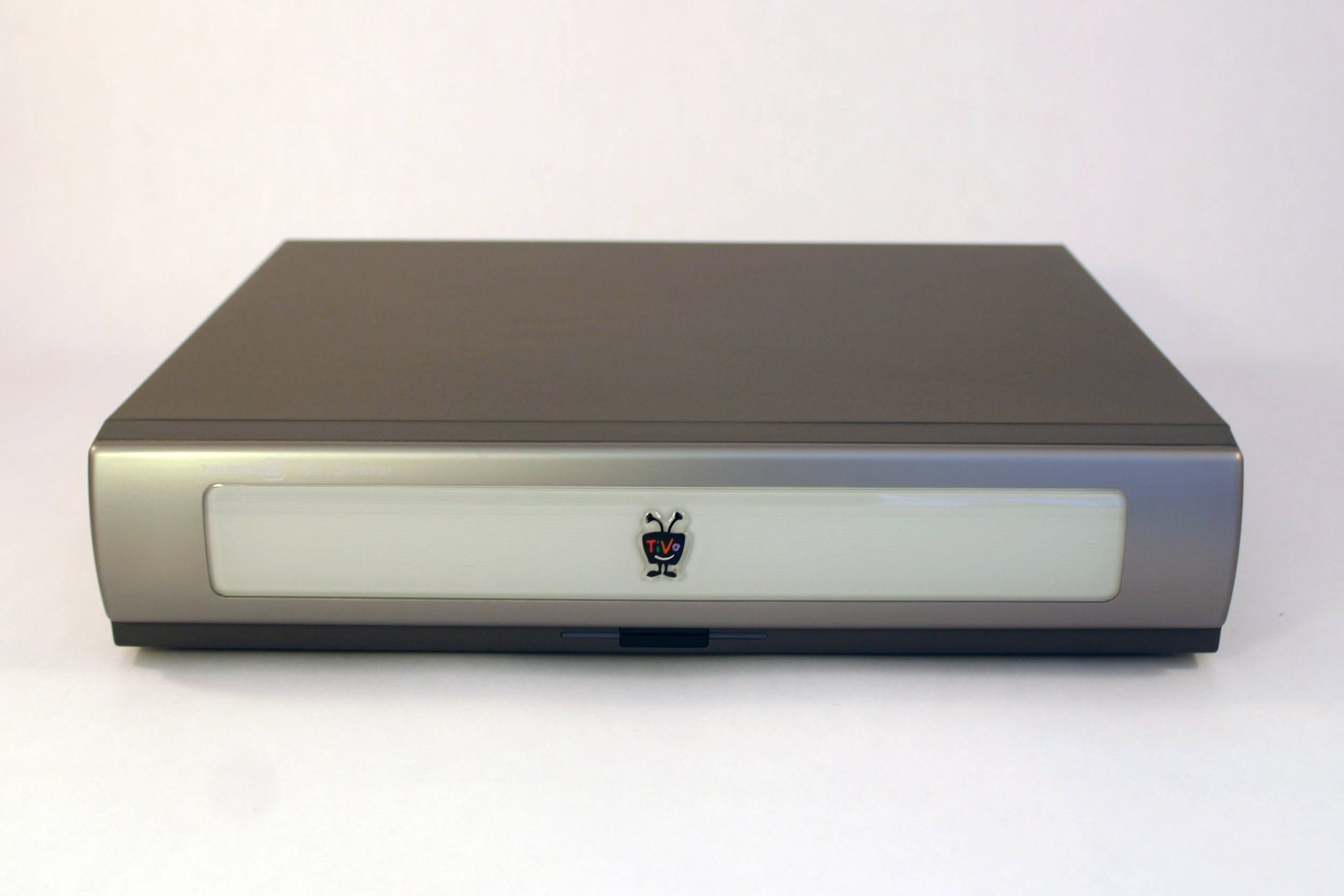
En Tivo-enhet för hemmabruk

Tivo (i marknadsföringssammanhang skrivet TiVo) är en hårddiskbaserad inspelningsapparat för TV. Tjänsterna som man abonnerar på är en viktig del av produkten. Produkten finns, utöver i USA där den lanserades 1999, för den australiska, kanadensiska, mexikanska, taiwanesiska, spanska, nyzeeländska, svenska och brittiska marknaden. I november 2010 införskaffade Canal Digital ett avtal med Tivo som möjliggör produkten i de nordiska-länderna.
I juni 2012 presenterade Tivo och Com Hem ett samarbete som innebär att Com Hem får exklusiv rätt att använda Tivos produkt och teknik i Sverige. I september 2013 lanserade Com Hem TiVo i Sverige. Com hem, blev senare uppköpta av Tele2 och slutade erbjuda Tivo år 2021 och 2024 slopar de tjänsten.